# إريك إيبواني
إريك إيبواني (بالفرنسية: Ériq Ebouaney)‏ هو ممثل كاميروني وفرنسي، ولد في 3 أكتوبر 1967 بأنجيه في فرنسا.

## أعمال

### أفلام
- (2005) مملكة السماء[2][3]
- (2006) القصة الأصلية[4][5]
- (2007) هيتمان[6]
- (2008) ناقل 3[7]
- (2011) داي أوف ذا فالكون[8]
- (2011) نقطة البداية
- (2014) 3 أيام للقتل[9][10][11]
- (2016) يوم الباستيل[12]

## وصلات خارجية
- إريك إيبواني على موقع IMDb (الإنجليزية)
- إريك إيبواني على موقع قاعدة بيانات الأفلام العربية
- إريك إيبواني على موقع ألو سيني (الفرنسية)
- إريك إيبواني على موقع أول موفي (الإنجليزية)
- إريك إيبواني على موقع قاعدة بيانات الأفلام السويدية (السويدية)
- إريك إيبواني على موقع قاعدة بيانات الفيلم (الإنجليزية)
- إريك إيبواني على موقع كينوبويسك (الروسية)